# Bez nazvaniya
Bez nazvaniya (rus: Без названия, català: Intitulat) és el cinquè disc del músic rus Nikolai Noskov, aparegut l'any 2012. L'àlbum va ser gravat a Alemanya estudi productor de platí Horst Schnebel. L'enregistrament es va dur a dos membres del grup De-Phazz. Per primera vegada en la gravació van participar Quartet Magnetic Fantasy, que ell va crear.

## Llista de cançons
1. Без названия (Intitulat) — 4:09
2. Озёра (llacs) — 5:09
3. Ночь (Nit) — 4:41
4. Я был один (Estava sol) — 4:06
5. Исповедь (Confessió) — 4:24
6. Мёд (Mel) — 4:16